# Willem van de Walle

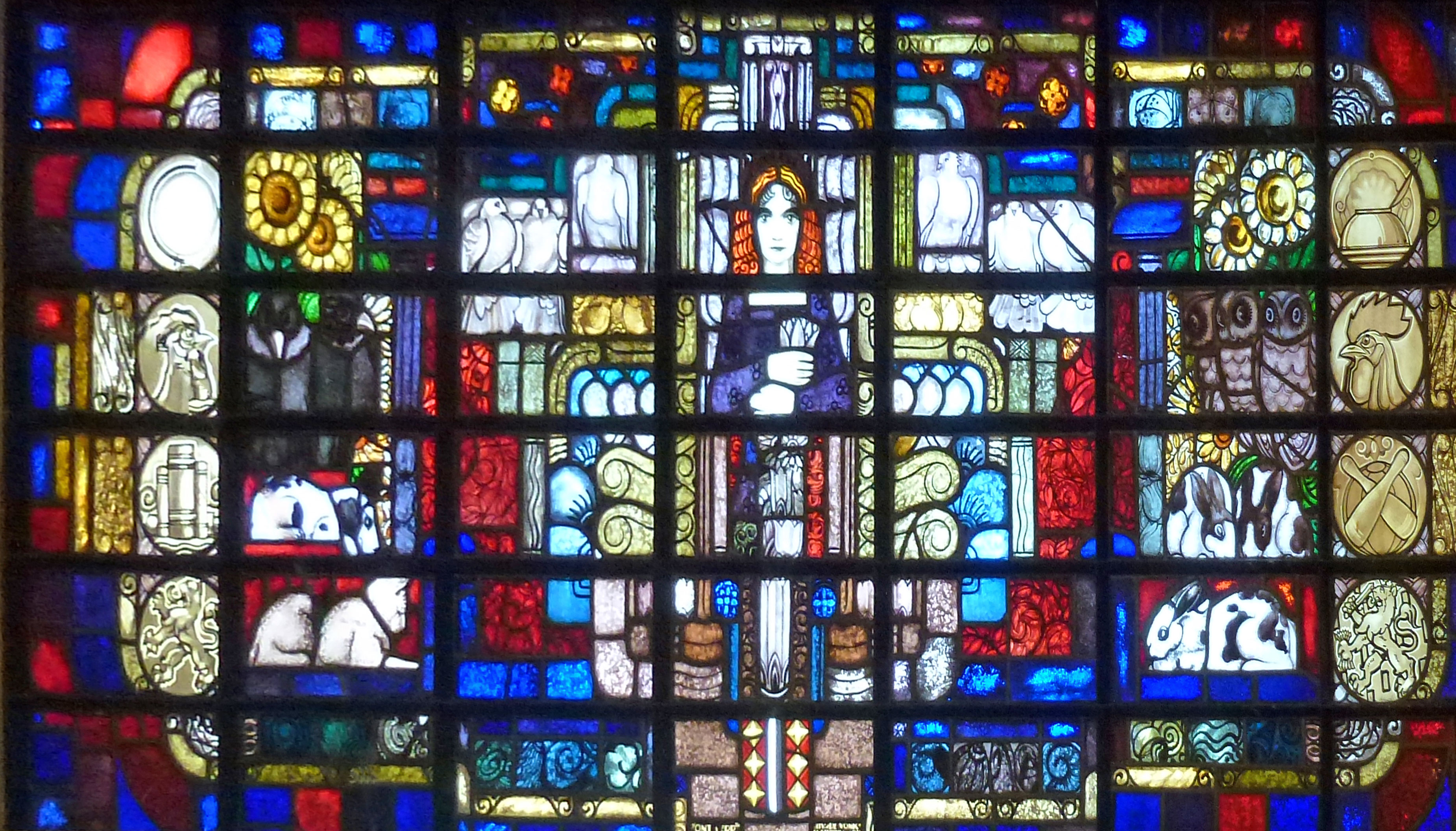
Glas-in-loodraam Kadeschool, Gouda

Willem Albertus van de Walle, (Den Haag, 15 mei 1906 - Amsterdam, 27 december 1995), was een Nederlands grafisch ontwerper, graficus, glasschilder, tekenaar en illustrator. Tot zijn werk behoren schilderijen, glas-in-loodramen, muurschilderingen, affiches, boekillustraties, ansichtkaarten en politieke prenten.
Willem was de zoon van Frederik (Freek) van de Walle en Gezina Willemina van Eijkelenburg. Zijn eerste tekenleraren waren Albert Hahn en diens stiefzoon Albert Hahn jr. Later volgde Van de Walle een opleiding tot lithograaf en studeerde hij aan de Rijksnormaalschool voor Tekenonderwijzers. In 1921 leverde hij zijn eerste ontwerp aan de sociaaldemocratische beweging in de vorm van een prentbriefkaart voor de Arbeiders Jeugd Centrale (AJC). In 1923 volgde zijn eerste affiche voor het NVV.

## Glas in lood
In de jaren twintig en dertig kreeg hij veel opdrachten van de sociaaldemocratische vakbeweging. De vakorganisaties lieten hun toegenomen macht zien in monumentale gebouwen en kantoren, die dikwijls door kunstenaars werden gedecoreerd met glas-in-loodramen en muurschilderingen.
Troelstra-oord

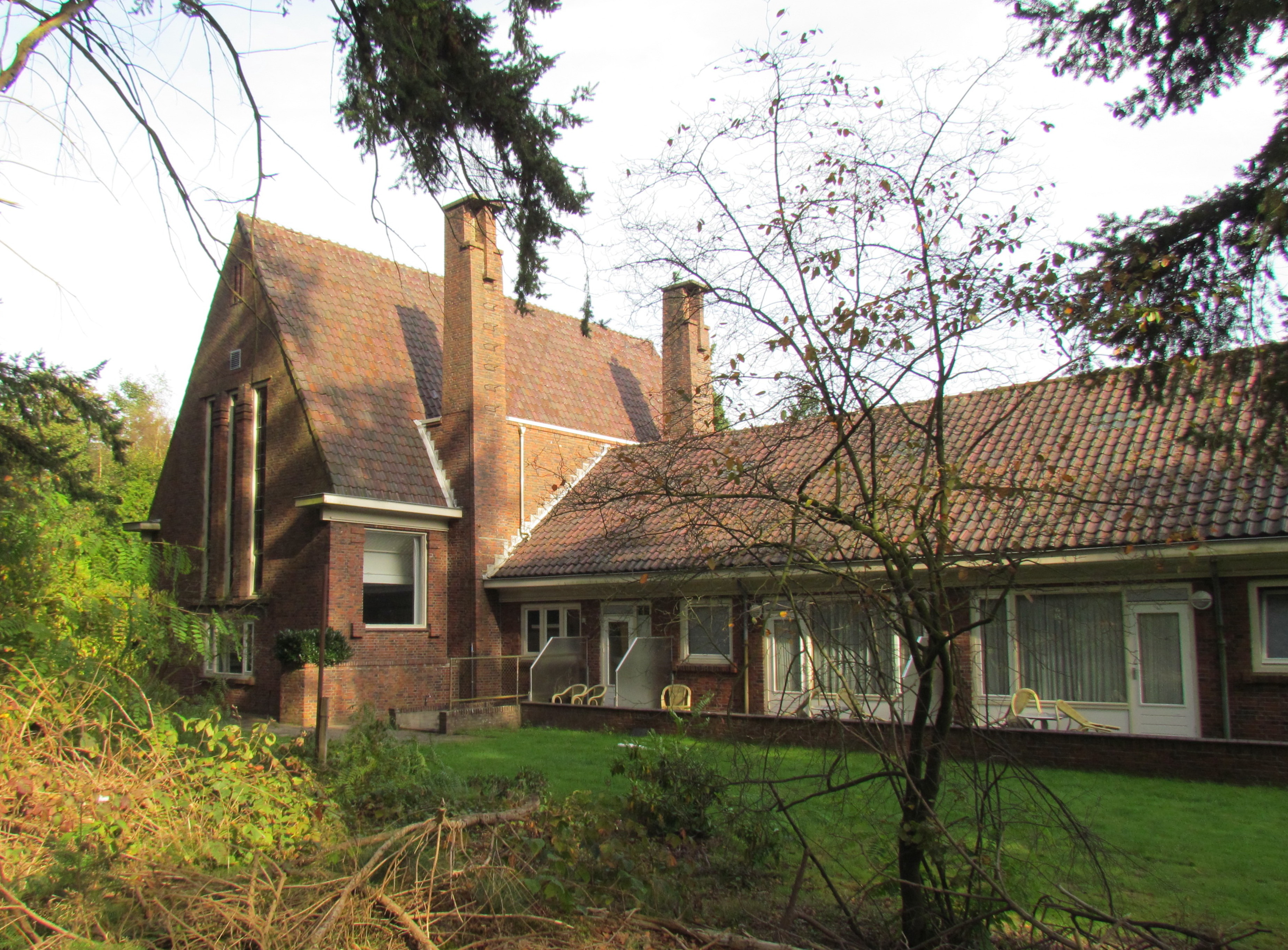
Zijvleugel Troelstra-oord Beekbergen

In 1927 opende bij Beekbergen het allereerste scholings- en vakantiecentrum van de vakbeweging: het eerste Troelstra-oord.  Alberts vader was voorzitter van de Algemeene Nederlandsche Bond van Meubelmakers, Behangers en aanverwante Vakgenooten en was later bestuurslid van het NVV een van de initiators bij de oprichting van het Troelstra-oord. De geplaatste kunstwerken dienden om de vakantie vierende arbeiders in aanraking te brengen en hun gevoel voor schoonheid te bevorderen. Van de Walle maakte samen met Albert Hahn jr. de glas-in-loodramen. De beide ramen in de toren toonden scènes uit het leven van zeelieden. De ramen waren dan ook gefinancierd door de Bond voor Minder Marinepersoneel. 
In de eetzaal hing een tien meter lange glas-in-loodfries. Aan weerszijden van de grote letters NVV stonden Mariannefiguren en koppen van arbeiders. De typografenbond waardeerde dit werk zo, dat in 1930 een bijna vijftig meter glas-in-lood voor de eetzaal werd aangeboden. Dit toonde de historische ontwikkeling van de arbeid in de menselijke beschaving, van de oude Egyptenaren tot de tot en met de oprichting van het NVV. Het oude hoofdgebouw brandde in 1955 af. Daarbij ging veel glas-in-lood verloren. 
andere bonden
Van de Walle's werk viel in de smaak bij de vakbondsbestuurders, die voor hun leden begrijpelijke kunst zochten met een opvoedend karakter. Na de voltooiing van het Troelstra-oord maakte Van der Walle enige muurschilderingen in bestuurskamers van vakbondskantoren. Zo werkte hij onder andere voor de Algemene Nederlandse Bouwarbeidersbond in Amsterdam (± 1932), de Bond van Nederlandse Onderwijzers in Lunteren (1932), de Nederlandse Vereniging van Fabrieksarbeiders in Amsterdam (1933) en De Centrale Arbeiders Levensverzekerings- en Depositobank in Den Haag (1936). Van der Walle werkte samen met het atelier van Nico Schrier en Huib de Ru in Haarlem. Naast glas-in-loodwerk maakte hij boekillustraties voor De Arbeiderspers en affiches voor de SDAP en het NVV. Maar ook werkte hij voor drankbestrijdingsorganisaties en leverde hij prenten voor het politiek-satirische blad De Notenkraker.

## Leraar en schilder
Na de Tweede Wereldoorlog werden kantoorgebouwen zakelijker en efficiënter. Ook bij de vakbonden was er steeds minder plaats voor glas-in-loodwerk. Door fusies en verbouwingen ging ook veel bestaand glas-in-loodwerk verloren. Van de Walle werd in een Amsterdams lyceum leraar kunstgeschiedenis en wijdde zich aan de vrije schilderkunst. Naast gedetailleerde historische taferelen en stadsgezichten schilderde hij exotische landschappen en tropische vissen. Van 1944-1969 was hij lid van Arti et Amicitiae (Arti, Amsterdam). Van de Walle werkte in Amsterdam, tussen 1935 en 1938 in Blaricum.

## Stijl
W.A. van de Walle werkte figuratief en wilde een verhaal vertellen met symbolische of historische figuren. Hij had veel aandacht voor decoratieve details en gebruikte warme, fraaie kleuren. Naast figuurvoorstellingen maakte hij naaktfiguren. In de jaren dertig werkte hij met diepere kleuren en maakte grotere, monumentale figuren.

## Collectie
Van de op ware grootte gemaakte glas-in-loodontwerpen van Troelstra-oord zijn naast enkele ramen uit de toren, slechts de ontwerpen uit de eetzaal bewaard gebleven.
De voor De Centrale gemaakte ramen, met daarop zes takken van industrie, gingen bij een verbouwing verloren. Enkel de ontwerpen bleven bewaard. Eind jaren tachtig van de twintigste eeuw werden enkele bewaard gebleven ramen door vakbonden gerestaureerd. 
In 1995 organiseerde De Burcht/Het Nationaal Vakbondsmuseum een tentoonstelling van de ramen en ontwerpen. De erfgenamen schonken Van de Walle's collectie ontwerpen aan het Vakbondsmuseum, dat het materiaal in bruikleen gaf aan het IISG. 
FNV Bondgenoten liet in 2002 een boek als relatiegeschenk maken over zijn leven en werk.